# (312) Пирретта
(312) Пирретта (лат. Pierretta) — небольшой астероид главного пояса, который был открыт 28 августа 1891 года французским астрономом Огюстом Шарлуа в обсерватории Ниццы. Происхождение названия неизвестно.

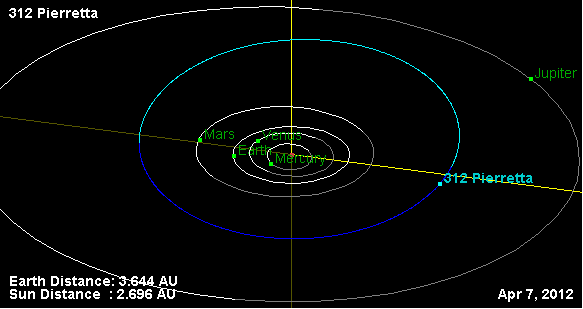
Орбита астероида Пирретта и его положение в Солнечной системе